# Dancing Down the Stony Road
Dancing Down the Stony Road è il diciassettesimo album in studio del musicista britannico Chris Rea, pubblicato nel 2002 dalla Jazzee Blue.
L'album è stato anche pubblicato dalla Edel in Europa con il titolo Stony Road, con una copertina differente e in versione CD singolo (eccetto che per la Germania).

## Tracce

### Dancing Down the Stony Road(2-CD Jazzee Blue)
CD 1
1. Easy Rider - 4:50
2. Stony Road - 5:32
3. Dancing the Blues Away - 4:39
4. Catfish Girl - 3:13
5. Burning Feet - 5:01
6. Slow Dance - 4:11
7. Segway - 2:23
8. Mississippi 2 - 4:41
9. So Lonely - 3:17
10. Heading for the City - 6:09

CD 2
1. Ride On - 4:18
2. When the Good Lord Talked to Jesus - 4:16
3. Qualified - 4:55
4. Sun Is Rising - 6:48
5. Someday My Peace Will Come - 3:49
6. Got to Be Moving On - 3:47
7. Ain't Going Down This Way - 3:14
8. Changing Times - 3:05
9. The Hustler - 4:12
10. Give That Girl a Diamond - 3:54

### Stony Road(1-CD Edel)
1. Changing Times - 3:05
2. Easy Rider - 4:50
3. Stony Road - 5:30
4. Dancing the Blues Away - 4:38
5. Burning Feet - 5:01
6. Mississippi 2 - 4:41
7. Slow Dance - 4:11
8. When the Good Lord Talked to Jesus - 4:16
9. Heading for the City - 6:08
10. So Lonely - 3:19
11. Someday My Peace Will Come - 3:51
12. The Hustler - 4:14
13. Diamond / Give That Girl A Diamond - 3:54

### Stony Road(2-CD Edel; Germania)
CD 1
1. Changing Times - 3:05
2. Easy Rider - 4:50
3. Stony Road - 5:32
4. Dancing The Blues Away - 4:39
5. Burning Feet - 5:01
6. Mississippi 2 - 4:41
7. Slow Dance - 4:11
8. When The Good Lord Talked To Jesus - 4:16
9. Heading For The City - 6:09
10. So Lonely - 3:17
11. Someday My Peace Will Come - 3:49
12. The Hustler - 4:12
13. Give That Girl A Diamond - 3:54

CD 2
1. Sun Is Rising - 6:48
2. Got To Be Moving On - 3:47
3. Ain't Going Down This Way - 3:14
4. Catfish Girl - 3:13
5. Ride On - 4:18
6. Segway - 2:23
7. Qualified - 4:55